# Gymnopleurus
Genre
Gymnopleurus est un genre d'insectes coléoptères de la famille des Scarabaeidae.

## Description
Les Gymnopleurus sont des scarabées noirs ou verts, souvent avec éclat métallique.
La tête est large et bombée, le corps court et large. Le pronotum est au moins aussi large que les élytres.
Les pattes dentées sont puissantes.
La surface corporelle semble rugueuse ou bosselée.

## Espèces
- Gymnopleurus capensis

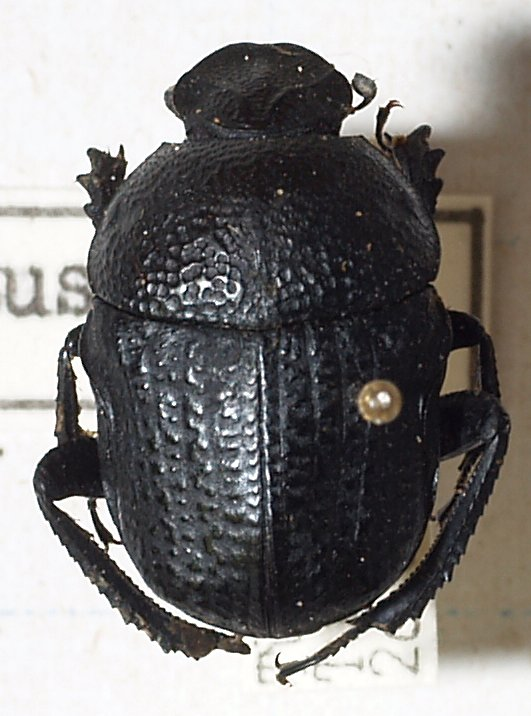
Gymnopleurus flagellatus

- Gymnopleurus flagellatus (Fabricius, 1787)
- Gymnopleurus geoffroyi (Fuessly, 1775)
- Gymnopleurus laevicollis
- Gymnopleurus mopsus (Pallas, 1781)
- Gymnopleurus nitens
- Gymnopleurus sericeifrons
- Gymnopleurus sturmii W.S. MacLeay, 1821